# フェルプス郡 (ネブラスカ州)
座標: 北緯40度51分 西経99度41分 / 北緯40.850度 西経99.683度
フェルプス郡（英: Phelps County）は、アメリカ合衆国のネブラスカ州にある郡。2000年時点での人口は9,747人で、郡庁所在地はホールドレッジ (Holdrege)。
ネブラスカ州のナンバープレートで、フェルプス郡の車両は最初の数字が37になっている。これは1922年にナンバープレートの制度を確立した際、フェルプス郡の車両登録台数が州内の郡のなかで37番目に多かったからである。

## 歴史
フェルプス郡は1873年に組織され、この地域の初期の開拓者、ウィリアム・フェルプスにちなんで名付けられた。

## 地理
アメリカ合衆国国勢調査局によると、この郡は総面積1,400 km2 (541 mi2) である。このうち1,399 km2 (540 mi2)が陸地で、2 km2 (1 mi2) が海や湖などの水地域である。総面積のうち0.12%が水地域となっている。

### 隣接する郡
- バッファロー郡（北東）
- カーニー郡（東）
- フランクリン郡（南東）
- ハーラン郡（南）
- ファーナス郡（南西）
- ゴスパー郡（西）
- ドーソン郡（北西）

## 人口動静

2000年の時点での郡の人口ピラミッド

2000年の国勢調査によると、フェルプス郡には9,747人、3,844世帯、及び2,683家族が暮らしている。人口密度は7/km2 (18/mi2) で、3/km2 (8/mi2) の平均的な密度に4,191軒の住居が建っている。この郡の人種の構成は白人97.79%、黒人（アフリカ系アメリカ人）0.11%、先住民0.28%、アジア系0.28%、太平洋諸島系はおらず、その他の人種0.79%、及び混血0.75%で、2.26%の人々がヒスパニックまたはラテン系である。
フェルプス郡に住む3,844世帯のうち、33.10%は18歳未満の子どもと暮らしており、61.60%は夫婦で生活している。5.80%は未婚の女性が世帯主であり、30.20%は家族以外の住人と同居している。26.70%は独居で、全世帯の13.00%は65歳以上の独居老人世帯である。1世帯あたりの平均人数は2.47人であり、家庭の場合は3.00人である。
郡の住民は26.50%が18歳未満の子どもで、18歳以上24歳以下が6.10%、25歳以上44歳以下が25.80%、45歳以上64歳以下が23.60%、および65歳以上が18.10%となっている。平均年齢は39歳である。女性100人に対して男性は96.10人いて、18歳以上の女性100人に対しては男性は92.90人いる。
郡の世帯ごとの平均収入は37,319米ドルで、家族ごとでは44,943米ドルである。男性の28,962米ドルに対して女性は21,741米ドルの平均的な収入がある。この郡の一人当たりの収入 (per capita income) は19,044米ドルである。総人口の8.90%、家族の6.20%は貧困線以下である。18歳未満の子どもの12.10%及び65歳以上の7.70%は貧困線以下の生活を送っている。

## 都市および村
- アトランタ (en:Atlanta, Nebraska)
- バートランド (en:Bertrand, Nebraska)
- ファンク (en:Funk, Nebraska)
- ホールドレッジ (en:Holdrege, Nebraska)
- ルーミス (en:Loomis, Nebraska)

## 郡区
- アンダーソン (en:Anderson Township, Phelps County, Nebraska)
- センター (en:Center Township, Phelps County, Nebraska)
- コットンウッド (en:Cottonwood Township, Phelps County, Nebraska)
- ディヴァイド (en:Divide Township, Phelps County, Nebraska)
- ガーフィールド (en:Garfield Township, Phelps County, Nebraska)
- インダストリー＝ロック・フォールズ (en:Industry-Rock Falls Township, Phelps County, Nebraska)
- レアード (en:Laird Township, Phelps County, Nebraska)
- レイク (en:Lake Township, Phelps County, Nebraska)
- プレーリー (en:Prairie Township, Phelps County, Nebraska)
- シェリダン (en:Sheridan Township, Phelps County, Nebraska)
- ユニオン (en:Union Township, Phelps County, Nebraska)
- ウエストマーク (en:Westmark Township, Phelps County, Nebraska)
- ウエストサイド (en:Westside Township, Phelps County, Nebraska)
- ウィリアムズバーグ (en:Williamsburg Township, Phelps County, Nebraska)